# Круча (Констанца)
Круча (рум. Crucea) — село у повіті Констанца в Румунії. Адміністративний центр комуни Круча.
Село розташоване на відстані 169 км на схід від Бухареста, 51 км на північний захід від Констанци, 100 км на південь від Галаца.

## Населення
За даними перепису населення 2002 року у селі проживали 1188 осіб.
Національний склад населення села:
| Національність | Кількість осіб | Відсоток |
| -------------- | -------------- | -------- |
| румуни         | 1167           | 98,2%    |
| турки          | 9              | 0,8%     |
| цигани         | 6              | 0,5%     |

Рідною мовою назвали:
| Мова      | Кількість осіб | Відсоток |
| --------- | -------------- | -------- |
| румунська | 1174           | 98,8%    |
| турецька  | 9              | 0,8%     |